# 퀸스타운역

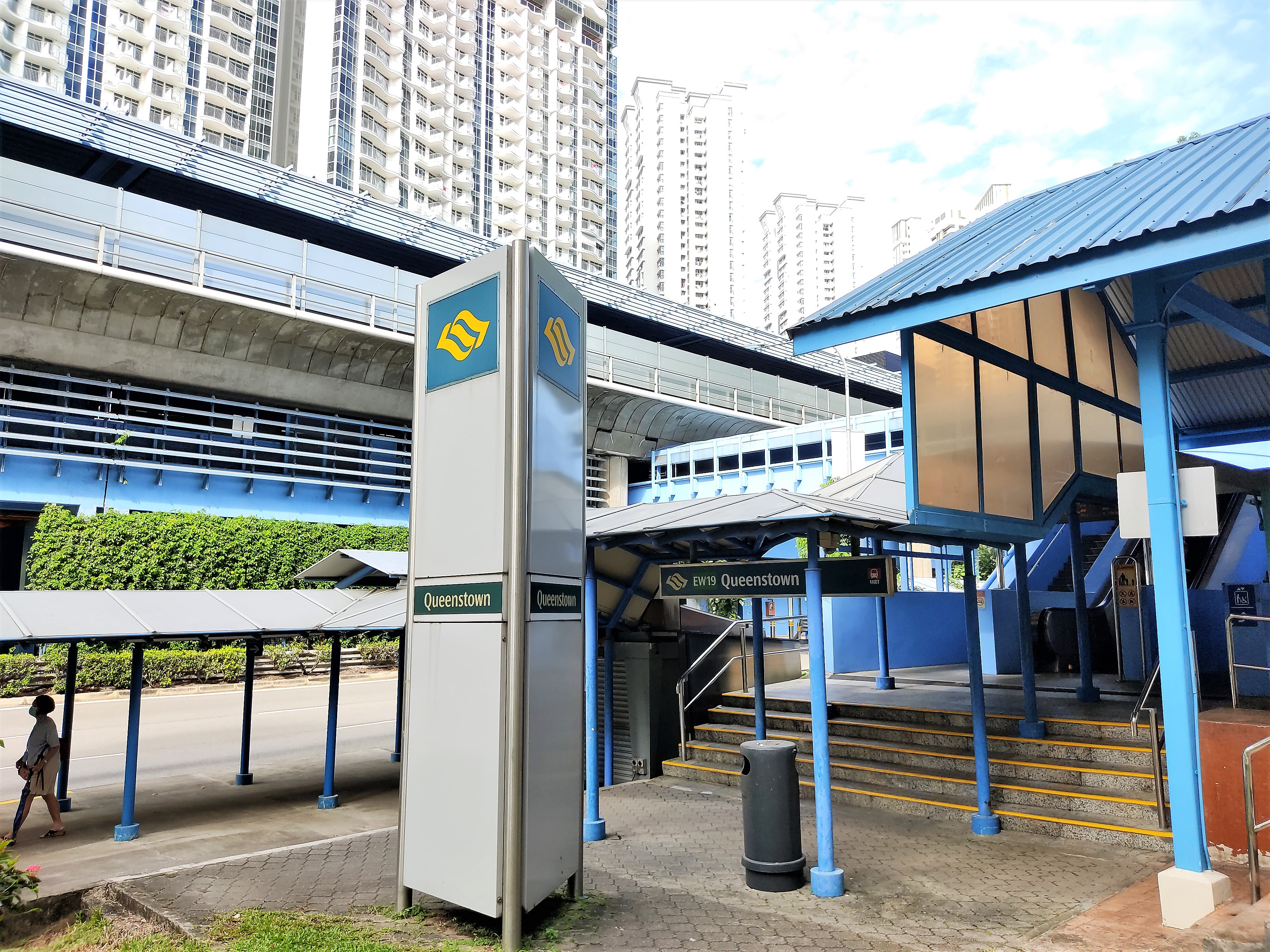

퀸스타운역(Queenstown MRT station)은 싱가포르 퀸스타운 이스트웨스트선의 지상 MRT(Mass Rapid Transit) 역이다. 커먼웰스 애비뉴(Commonwealth Avenue)를 따라 있는 교통섬에 건설되었다. 이 역의 이름은 1952년 엘리자베스 2세 여왕의 대관식을 기념하여 지어졌다.

## 역사
이 역은 아우트램 파크(Outram Park)에서 클레멘티(Clementi)까지 MRT 시스템 확장의 일환으로 1988년 3월 12일에 개통되었다. 절반 높이 플랫폼 스크린 도어는 2011년 1월에 설치되었으며 커먼웰스와 함께 2011년 4월 28일에 운영을 시작했다.
이 역은 2012년 중반부터 확장되었으며 2015년 8월 23일에 커먼웰스 MRT역과 같은 날 새로운 오버헤드 브리지와 2개의 새로운 출구가 개장되었다.

### 사고
2010년 11월 29일 오후 8시 15분쯤 40대 중국인 남성이 들어오는 열차에 치여 마지막 객차 아래 선로에 쓰러진 채로 발견됐고 SCDF 의료진에 의해 사망 선고를 받았다. 열차 운행은 약 1시간 동안 중단되었으며 오후 9시 15분에 재개되었다.